# Сингх, Харманприт
Харманприт Сингх (хинди हरमनप्रीत सिंह; род. 6 января 1996, Амритсар, Пенджаб) — индийский хоккеист на траве, игрок сборной Индии и клуба «Дабанг Мумбаи», выступающий на позиции защитника.

## Спортивная биография

### Клубная карьера
Начал карьеру в индийском клубе «Уттар-Прадеш Уизардс». В 2014 году перешёл в «Дабанг Мумбаи».

### Международная карьера
С 2015 года выступает за сборную Индии. В составе сборной сыграл 105 матчей и забил 63 мяча, а за молодёжную сборную провёл 35 матчей.
В третьей игре группового этапа против Уэльса на домашнем чемпионате мира 2023, будучи капитаном, забросил мяч в пустые ворота на последней минуте игры.

## Клубы
- : 2014 Уттар-Прадеш Уизардс
- : 2015-н.в. Дабанг Мумбаи

## Награды
- Серебряный призёр трофея чемпионов: 2016

## Статистика
- сезон 2014: Уттар-Прадеш Уизардс. Сыграл 7 матчей.
- Сезон 2015: Дабанг Мумбаи. Сыграл 10 матчей, забил 5 голов.
- Сезон 2016: Дабанг Мумбаи. Сыграл 10 матчей, забил 2 голов.
- Сезон 2017: Дабанг Мумбаи. Сыграл 10 матчей, забил 6 голов.